# Kolenbelasting
De kolenbelasting is een in 2008 in Nederland ingevoerde belasting op kolen. De belasting is geregeld in de Wet belastingen op milieugrondslag.
Binnen de strekking van de wet vallen kolen met GN-codes 2701, 2702 en 2704. Het gaat om de volgende producten:
- steenkool
- vaste brandstoffen die uit steenkool zijn gemaakt
- bruinkool
- geperste bruinkool
- cokes

Het doel van de kolenbelasting is milieuvervuiling tegengaan en het energieverbruik terugdringen.

## Situaties waarin kolenbelasting verschuldigd is
In de volgende situaties wordt kolenbelasting geheven:
- Uitslag van kolen. Het fysiek brengen van kolen die voor de kolen als inrichting zijn aangewezen. Een inrichting is een plaats waar op grond van de wet kolen voorhanden mogen zijn en mogen worden vervaardigd, verwerkt, ontvangen en verzonden zonder dat voor die kolen belasting is verschuldigd.
- Verbruik in een inrichting. Het verbruik van kolen als brandstof binnen een inrichting wordt als uitslag aangemerkt.
- Voor commerciële doeleinden voorhanden hebben van kolen. Op het moment dat ondernemers, publiekrechtelijke lichamen of particulieren (natuurlijke personen) kolen om commerciële redenen voorhanden hebben, zijn zij eveneens kolenbelasting verschuldigd.
- De invoer van kolen.

De belasting wordt in beginsel geïnd door de inrichting voor kolen, degene die de kolen commercieel voorhanden heeft  of degene die kolen invoert. Vervolgens wordt de belasting afgedragen aan de belastingdienst. 

## Tarieven kolenbelasting[6]
|                     | 2018    | 2019    | 2020    | 2021    | 2022    | 2023    | 2024    | 2025  |
| ------------------- | ------- | ------- | ------- | ------- | ------- | ------- | ------- | ----- |
| Tarief per 1.000 kg | € 14,63 | € 14,81 | € 15,05 | € 15,29 | € 15,49 | € 16,47 | € 18,10 | 18,32 |

## Vrijstellingen kolenbelasting[7]
Onder voorwaarden bestaat vrijstelling van kolenbelasting:
- Kolen die anders worden gebruikt dan als brandstof. Hierbij kan gedacht worden aan gebruik als grondstof, zoals bij de productie van actieve kool en de reductiefunctie, zoals bij staalproductie en ijzergieterijen.
- Kolen die worden gebruikt bij elektriciteitsopwekking.
- Kolen die duaal worden (als brandstof én voor een ander doel) gebruikt. Wanneer kolen worden gebruikt in het suikerproductieproces kan bijvoorbeeld sprake zijn van duaal gebruik.[9]